# كليف روبنسون (لاعب كرة سلة مواليد 1960)
كليف روبنسون (بالإنجليزية: Cliff Robinson)‏ مواليد 13 مارس 1960 في أوكلاند، هو لاعب كرة سلة أمريكي معتزل. بدأ مسيرته الاحترافية في سنة 1979. تم اختياره من قبل فريق بروكلين نتس خلال الدرافت. يبلغ طوله 6 قدم 9 بوصة (2.1 م). اعتزل اللعب في 1994. أحرز خلال مسيرته في الإن بي إيه 10823 نقطة بمعدل 17.2 نقطة في المباراة الواحدة.

## المسيرة الاحترافية
لعب مع بروكلين نتس من سنة 1979 إلى 1981، ثم لعب مع سكرامنتو كينغز في موسم 1981–1982، ثم لعب مع كليفلاند كافالييرز من سنة 1981 إلى 1984، ثم لعب مع واشنطن ويزاردز من سنة 1984 إلى 1986، ثم لعب مع فيلادلفيا سفنتي سيكسرز من سنة 1986 إلى 1989، ثم لعب مع لوس أنجلوس ليكرز في سنة 1992.

## روابط خارجية
- كليف روبنسون على موقع إن بي أي (الإنجليزية)
- كليف روبنسون على موقع سبورتس رفرنس (الإنجليزية)
- كليف روبنسون على موقع كلية كرة السلة في سبورتس رفرنس.كوم (الإنجليزية)
- كليف روبنسون على موقع ريلجم (الإنجليزية)